# Melipotis simplex
Melipotis simplex är en fjärilsart som beskrevs av Heinrich Benno Möschler. Melipotis simplex ingår i släktet Melipotis och familjen nattflyn. Inga underarter finns listade i Catalogue of Life.